# Fußball-Regionalliga 1963/64
Die Fußball-Regionalliga 1963/64 war die erste Saison dieser Liga. Sie war die Spielklasse unterhalb der 1. Bundesliga. Absteiger aus der Regionalliga landeten in den Amateurklassen der Landesverbände den Verbandsligen.

## Geschichte
Bis 1963 existierten in Deutschland als oberste Ligen fünf Oberligen. Als dann die Fußball-Bundesliga eingeführt wurde und damit die Oberligen als erste Ligen abgeschafft wurden, etablierte der DFB als zweite Liga fünf Regionalligen. Die besten 16 Mannschaften der einzelnen Oberligen qualifizierten sich für die Bundesliga, aus den restlichen Mannschaften sowie aus den Führenden der 2. Division (im Norden nur aus den Amateurligen) wurde die Regionalliga zusammengestellt.
Verantwortlich für die einzelnen Regionalligen waren die Regionalverbände: Für Nord – Norddeutscher Fußball-Verband, für West – Westdeutscher Fußball- und Leichtathletikverband, Südwest – Fußball-Regional-Verband Südwest, Süd – Süddeutscher Fußball-Verband und Berlin – Verband Berliner Ballspielvereine. Die besten Mannschaften der einzelnen Regionalligen spielten in zwei jeweils vier Mannschaften umfassenden Aufstiegsrunden die beiden Aufsteiger in die Bundesliga aus.
Die Neu-Einteilung des deutschen Fußballs wird von vielen damaligen Beobachtern als hektisch und chaotisch geschildert. Zwischen Bundesliga und Regionalliga bestanden die Unterschiede Lizenzspieler (Bundesliga) und Vertragsspieler (Regionalliga). „Was erstere sich einzeln ins Portemonnaie stecken, muss bei letzteren erst durch elf geteilt werden.“ Entsprechend war die Tendenz Abwanderung von Spielern in die Bundesliga vor Saisonbeginn. Hiervon besonders betroffen waren in der Regionalliga West die Vereine SW Essen und Bayer Leverkusen.

## Nord

### Saisonverlauf
Die Regionalliga Nord setzte sich im Debütjahr 1963/64 aus den 13 verbliebenen Oberligisten der Runde 1962/63 (VfR Neumünster, Holstein Kiel, St. Pauli, VfL Osnabrück, VfV Hildesheim, Hannover 96, Arminia Hannover, Bergedorf 85, VfB Oldenburg, Bremerhaven 93, SC Concordia, FC Altona 93, VfB Lübeck) und fünf Aufsteigern aus dem Amateurlager (SC Victoria Hamburg, VfL Wolfsburg, SV Friedrichsort, VfL Oldenburg, Barmbek-Uhlenhorst) zusammen. Am 11. August 1963 startete die Nord-Liga. Vor 7.000 Zuschauern bezwang St. Paul im Stadtderby Altona 93 mit 4:1 Toren. Hannover 96 setzte sich mit dem neuen Mittelstürmer Walter Rodekamp klar mit 4:0 Toren bei Victoria Hamburg durch, wogegen der Lokalrivale Arminia Hannover mit seiner hochkarätigen Offensive um Lothar Ulsaß, Gerhard Elfert und Helmut Kafka im Heimspiel vor 7.500 enttäuschten Zuschauern gegen den Aufsteiger VfL Oldenburg nicht über ein 0:0 hinaus kam. Nach dem 17. Spieltag hatte überraschend FC Altona 93 die Spitzenposition mit 27:7 Punkten inne, doch in der Rückrunde ging dem Team um Heiko Kurth die Luft aus, denn nur 17:17 Punkte machten alle Meisterschaftschancen zunichte. St. Pauli dagegen erspielte sich mit 26:8 bzw. 25:9 Punkten verdient die Meisterschaft. Hannover 96 holte sich die Vizemeisterschaft, den Titel verloren die Niedersachsen durch sechs Auswärtsniederlagen, wogegen sich St. Pauli mit Spielführer Ingo Porges nur in drei Auswärtsbegegnungen geschlagen gab. Arminia Hannover vergab mit der Heimbilanz von 24:10 Punkten (Heimniederlagen gegen St. Pauli und Altona 93 und sechs Remis) den Einzug in die Bundesliga-Aufstiegsrunde. Lokalderbys prägten die Runde im Norden. In Hamburg spielten St. Pauli, Altona, Victoria, Bergedorf, Barmbek und Concordia gegeneinander. Auch in Hannover (96 und Arminia), Kiel (Holstein und Friedrichsort) und Oldenburg (VfB und VfL) fanden Stadtderbys statt. Am letzten Spieltag, den 3. Mai 1964, hielten der SV Friedrichsort mit einem 2:1-Heimerfolg gegen Bremerhaven 93 und Concordia Hamburg mit einem 1:1-Unentschieden bei Arminia Hannover die Klasse.
Die Torschützenliste führten Horst Haecks (FC St. Pauli) mit 36, Walter Rodekamp (Hannover 96) mit 33 und Lothar Ulsaß (Arminia Hannover) mit 30 Treffern an.
Verträge zur Runde 1964/65 für die Bundesliga erhielten die Spieler:
- Heiko Kurth (Altona 93)
- Manfred Greif (Holstein Kiel)
- Lothar Ulsaß (Arminia Hannover)
- Horst-Dieter Berking (Bremerhaven 93)
- Heiner Klose (VfV Hildesheim)

### Abschlusstabelle

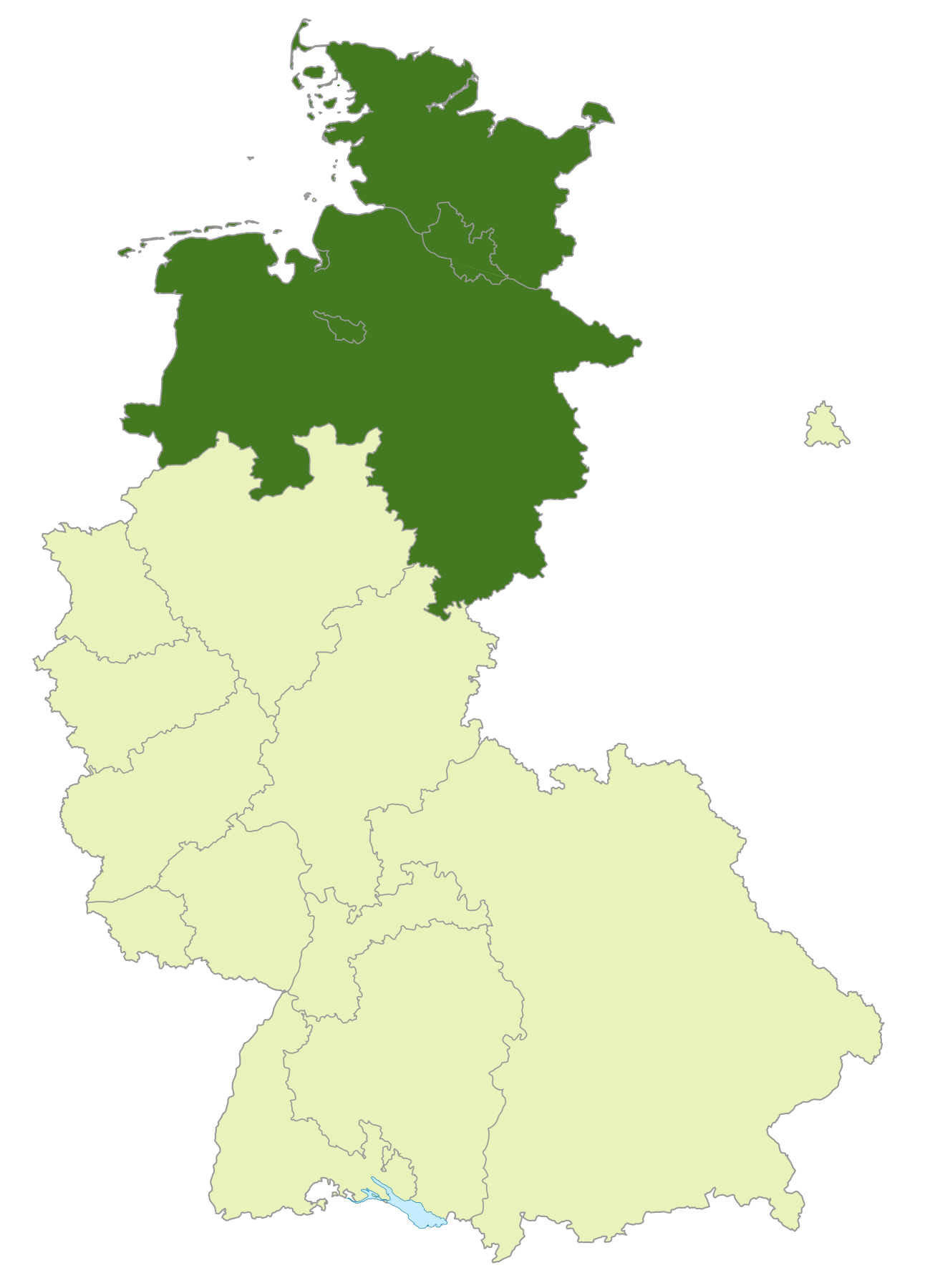
Gebiet der Regionalliga Nord

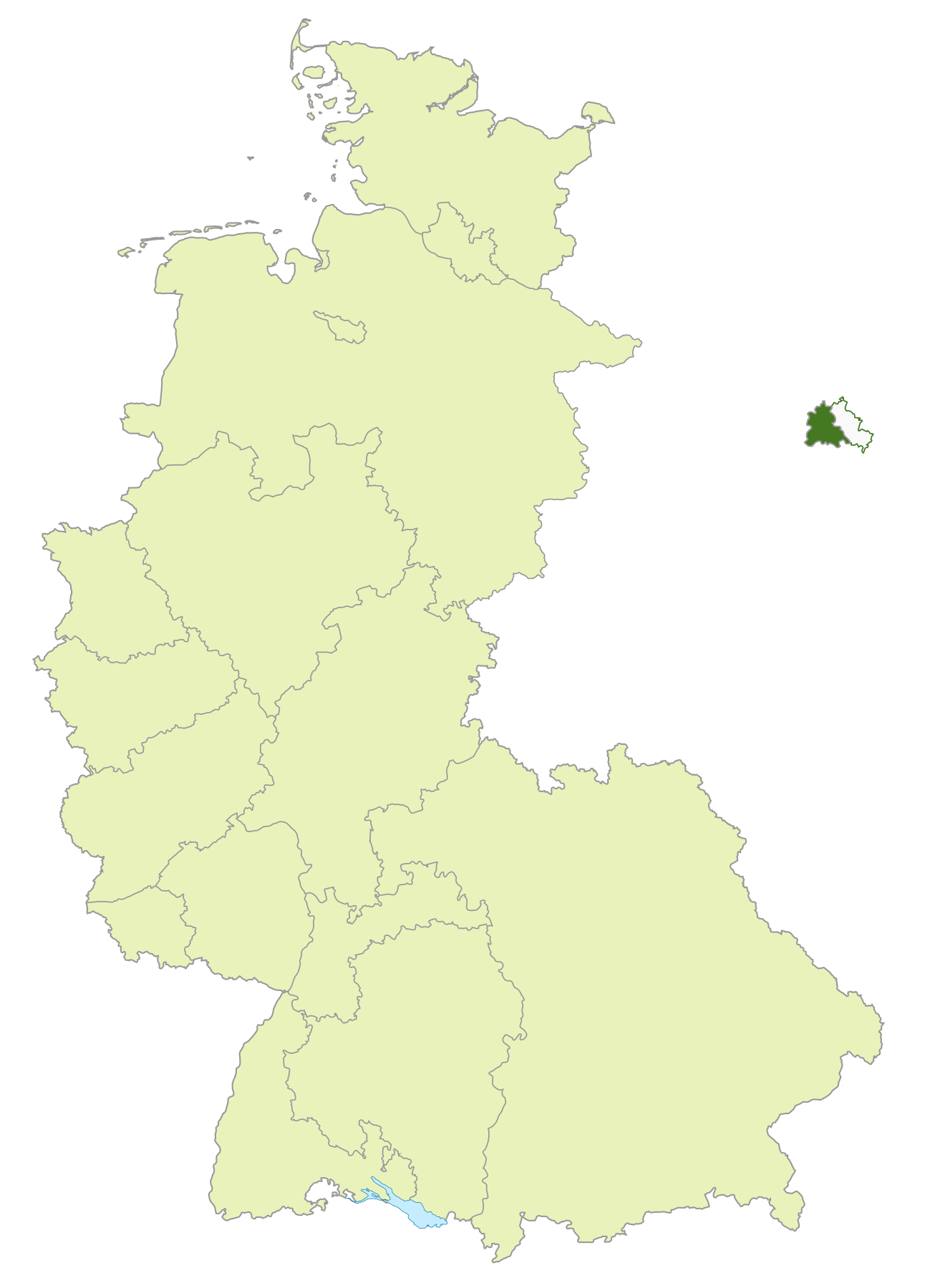
Lage West-Berlins innerhalb Deutschlands

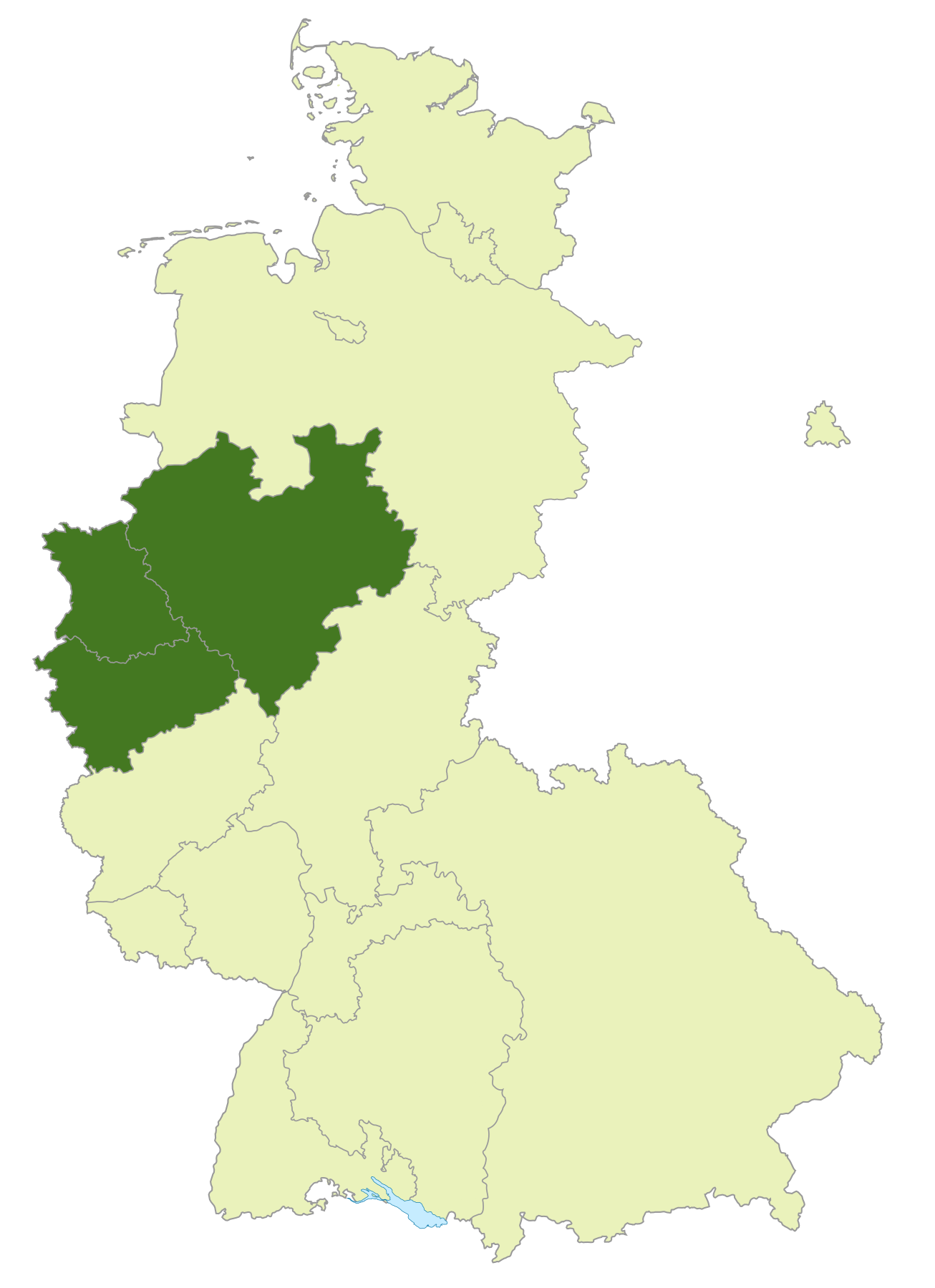
Gebiet der Regionalliga West

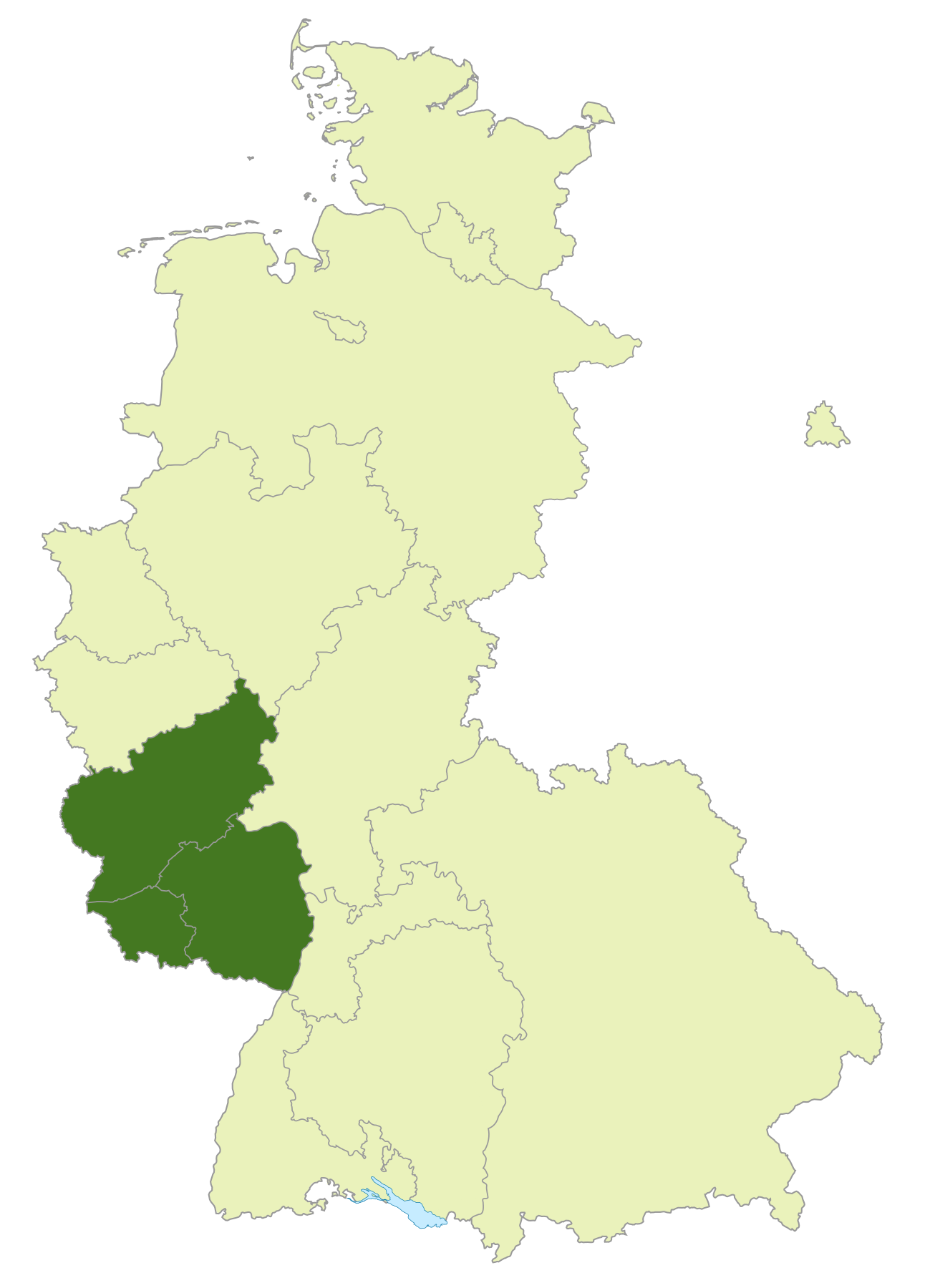
Gebiet der Regionalliga Südwest

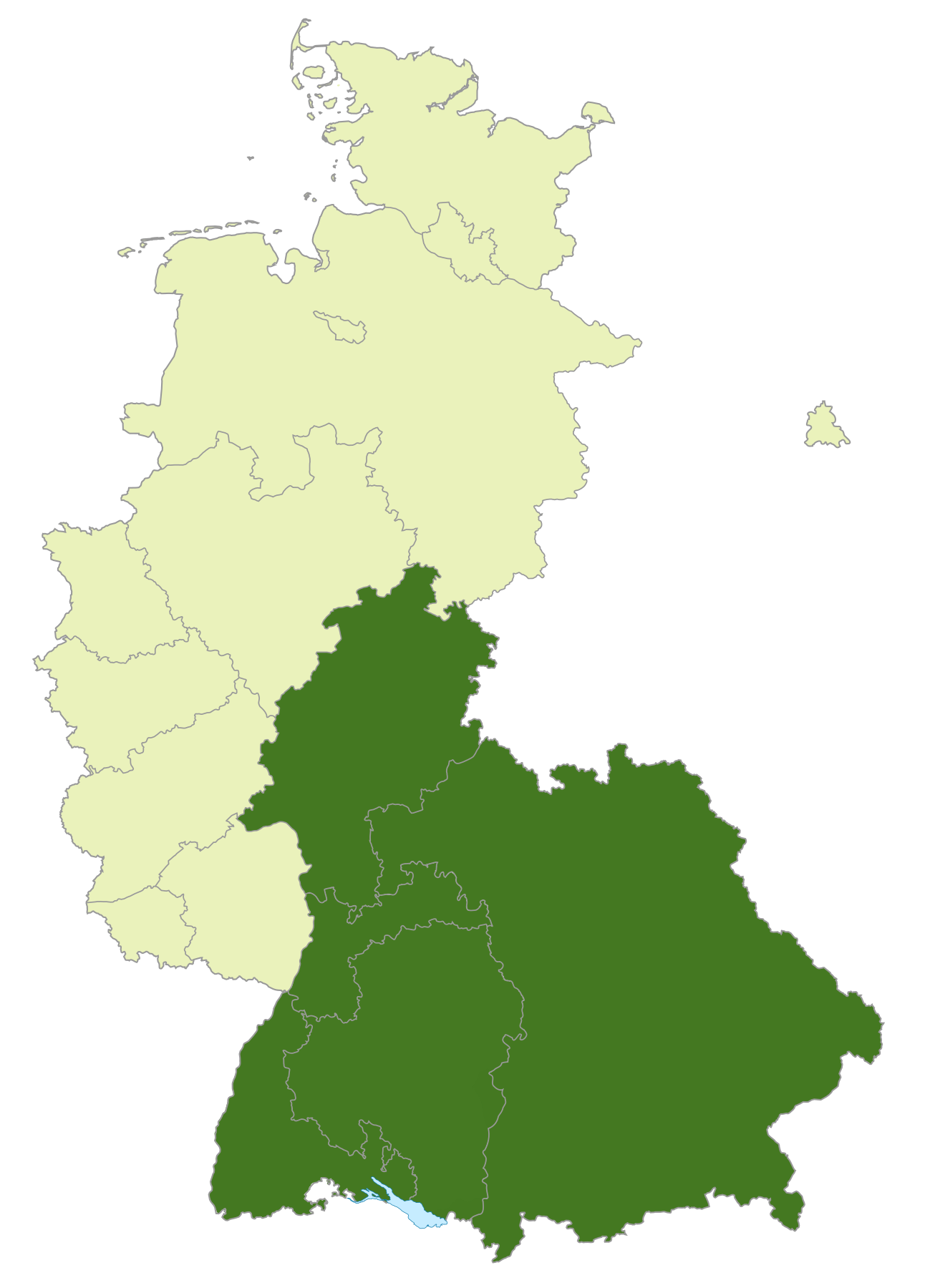
Gebiet der Regionalliga Süd

| Pl. | Verein                     | Sp. | S  | U  | N  | Tore    | Quote | Punkte |
| --- | -------------------------- | --- | -- | -- | -- | ------- | ----- | ------ |
| 1.  | FC St. Pauli               | 34  | 21 | 9  | 4  | 087:350 | 2,49  | 51:17  |
| 2.  | Hannover 96                | 34  | 22 | 5  | 7  | 078:270 | 2,89  | 49:19  |
| 3.  | SV Arminia Hannover        | 34  | 18 | 9  | 7  | 073:440 | 1,66  | 45:23  |
| 4.  | Altona 93                  | 34  | 21 | 2  | 11 | 082:460 | 1,78  | 44:24  |
| 5.  | Holstein Kiel              | 34  | 18 | 7  | 9  | 072:480 | 1,50  | 43:25  |
| 6.  | VfL Osnabrück              | 34  | 16 | 7  | 11 | 056:520 | 1,08  | 39:29  |
| 7.  | VfB Oldenburg              | 34  | 16 | 6  | 12 | 063:500 | 1,26  | 38:30  |
| 8.  | ASV Bergedorf 85           | 34  | 13 | 9  | 12 | 065:650 | 1,00  | 35:33  |
| 9.  | VfL Wolfsburg (N)          | 34  | 14 | 6  | 14 | 050:610 | 0,82  | 34:34  |
| 10. | VfR Neumünster             | 34  | 12 | 9  | 13 | 056:610 | 0,92  | 33:35  |
| 11. | SC Victoria Hamburg (N)    | 34  | 9  | 11 | 14 | 049:710 | 0,69  | 29:39  |
| 12. | Bremerhaven 93             | 34  | 9  | 10 | 15 | 048:480 | 1,00  | 28:40  |
| 13. | VfV Hildesheim             | 34  | 10 | 8  | 16 | 040:530 | 0,75  | 28:40  |
| 14. | VfB Lübeck                 | 34  | 11 | 5  | 18 | 059:780 | 0,76  | 27:41  |
| 15. | SV Friedrichsort (N)       | 34  | 7  | 10 | 17 | 046:850 | 0,54  | 24:44  |
| 16. | SC Concordia Hamburg       | 34  | 8  | 7  | 19 | 039:620 | 0,63  | 23:45  |
| 17. | VfL Oldenburg (N)          | 34  | 6  | 11 | 17 | 036:690 | 0,52  | 23:45  |
| 18. | HSV Barmbek-Uhlenhorst (N) | 34  | 5  | 9  | 20 | 040:840 | 0,48  | 19:49  |

| (N) | Aufsteiger 1962/63 |

### Aufstiegsrunde zur Regionalliga Nord

#### Gruppe A
Die Amateure des Hamburger SV waren als Hamburger Meister nicht teilnahmeberechtigt. Es rückte der Tabellendritte Rasensport Harburg nach.
| Pl. | Verein             | Sp. | S | U | N | Tore    | Quote | Punkte |
| --- | ------------------ | --- | - | - | - | ------- | ----- | ------ |
| 1.  | Rasensport Harburg | 6   | 5 | 0 | 1 | 014:600 | 2,33  | 10:20  |
| 2.  | VfL Oldesloe       | 6   | 3 | 1 | 2 | 012:800 | 1,50  | 07:50  |
| 3.  | SV Meppen          | 6   | 1 | 2 | 3 | 007:140 | 0,50  | 04:80  |
| 4.  | Leu Braunschweig   | 6   | 1 | 1 | 4 | 010:150 | 0,67  | 03:90  |

#### Gruppe B
| Pl. | Verein             | Sp. | S | U | N | Tore    | Quote | Punkte |
| --- | ------------------ | --- | - | - | - | ------- | ----- | ------ |
| 1.  | 1. SC Göttingen 05 | 6   | 4 | 1 | 1 | 009:500 | 1,80  | 09:30  |
| 2.  | VfL Pinneberg      | 6   | 4 | 1 | 1 | 011:700 | 1,57  | 09:30  |
| 3.  | FC Kilia Kiel      | 6   | 3 | 0 | 3 | 012:100 | 1,20  | 06:60  |
| 4.  | Blumenthaler SV    | 6   | 0 | 0 | 6 | 002:120 | 0,17  | 0:12   |

Die punktgleichen Mannschaften aus Göttingen und Pinneberg ermittelten in einem Entscheidungsspiel den Aufsteiger aus der Gruppe B. Das Spiel fand am 14. Juni 1964 im Bremer Burgwall-Stadion statt.
|                    | Ergebnis |               |
| ------------------ | -------- | ------------- |
| 1. SC Göttingen 05 | 1:0      | VfL Pinneberg |

## Berlin

### Saisonverlauf

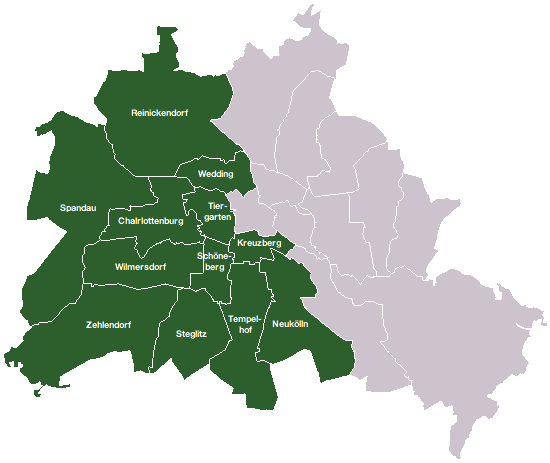
Gebiet der Regionalliga Berlin

Die Regionalliga Berlin setzte sich in der Startrunde 1963/64 aus sieben Vereinen der vorherigen Vertragsliga Berlin (Tasmania Berlin, Tennis Borussia, Spandauer SV, Hertha Zehlendorf, Wacker 04, BFC Südring, Berliner SV 92) und drei Aufsteigern aus dem Amateurlager (Blau-Weiß 90, SC Union 06, Reinickendorfer Füchse) zusammen. Der Berliner Meister der Jahre 1959, 1960 und 1962, Tasmania 1900, ging als klarer Favorit in die Runde, die am 18. August 1963 startete.
Durchgeführt wurde die Meisterschaft in drei Runden zu je neun Spielen. Nach 27 Spieltagen kamen Tasmania und Tennis Borussia exakt auf 73:22 Tore. „Tas“ holte sich aber mit 46:8 zu 42:12 Punkten gegenüber „TeBe“ die Meisterschaft. Erstaunlicherweise holten die „Veilchen“ aus dem Mommsenstadion in den drei direkten Duellen gegen den Meister 4:2 Punkte und verloren dabei kein Spiel. Die zweite Niederlage gab es für den Meister aus dem Sportpark Neukölln am 12. Januar 1964 mit einer 1:2-Heimniederlage gegen Wacker 04. Wolfgang Neumann gelang in der 58. Minute lediglich der Anschlusstreffer zum 1:2 für den späteren Meister. Absteiger in die Amateurliga wurde der Tabellenletzte SC Union 06 Berlin.
Beim ersten West-Berliner Regionalligameister kamen folgende Spieler zum Einsatz:
Klaus Basikow (27), Hans-Jürgen Bäsler (25-2), Eckhardt Peschke (25), Heinz Fischer (25-24), Wolfgang Neumann (24-11), Klaus Konieczka (23-2), Hans-Günter Becker (22-1), Horst Talaszus (21), Wolfgang Rosenfeldt (21-9), Erich Reimer (21-13), Horst Greuel (17), Helmut Fiebach (17-4), Erwin Bruske (14-7), Jürgen Linder (6), Wulf-Ingo Usbeck (6), Bernd Schwier (3), Bernd Brückner (1).
Die Torschützenliste wurde von Heinz Fischer (Tasmania) mit 24 Toren vor Helmut Beekmann (Tennis Borussia) und Siegfried Zacher (Spandauer SV) mit je 17 Treffern angeführt. Zur Runde 1964/65 wechselte Michael Krampitz von Hertha Zehlendorf in die Bundesliga, indem er einen Vertrag bei Hertha BSC unterschrieb. Den besten Zuschauerzuspruch hatte die Paarung Tasmania 1900 gegen Hertha Zehlendorf mit 2.170 Interessierten.

### Abschlusstabelle
| Pl. | Verein                     | Sp. | S  | U | N  | Tore    | Quote | Punkte |
| --- | -------------------------- | --- | -- | - | -- | ------- | ----- | ------ |
| 1.  | Tasmania Berlin            | 27  | 21 | 4 | 2  | 073:220 | 3,32  | 46:80  |
| 2.  | Tennis Borussia Berlin     | 27  | 19 | 4 | 4  | 073:220 | 3,32  | 42:12  |
| 3.  | Wacker 04 Berlin           | 27  | 15 | 4 | 8  | 052:450 | 1,16  | 34:20  |
| 4.  | Spandauer SV               | 27  | 13 | 7 | 7  | 063:410 | 1,54  | 33:21  |
| 5.  | Blau-Weiß 90 Berlin (N)    | 27  | 9  | 5 | 13 | 037:550 | 0,67  | 23:31  |
| 6.  | Hertha Zehlendorf 1        | 27  | 11 | 2 | 14 | 046:470 | 0,98  | 22:32  |
| 7.  | Reinickendorfer Füchse (N) | 27  | 8  | 5 | 14 | 031:460 | 0,67  | 21:33  |
| 8.  | Berliner SV 92             | 27  | 6  | 7 | 14 | 028:490 | 0,57  | 19:35  |
| 9.  | BFC Südring                | 27  | 7  | 3 | 17 | 036:640 | 0,56  | 17:37  |
| 10. | SC Union 06 Berlin (N)     | 27  | 4  | 3 | 20 | 023:710 | 0,32  | 11:43  |

## West

### Saisonverlauf
Die Regionalliga West umfasste 20 Mannschaften. Vor dem Start in das Premierenjahr der Regionalliga verloren etliche Vereine im Sommer 1963 wertvolle Spieler:
Bayer Leverkusen (Heinz Höher, Uwe Klimaschefski, Manfred Manglitz); Schwarz-Weiß Essen (Theo Klöckner, Heinz Steinmann, Horst Trimhold, Manfred Rummel); Viktoria Köln (Klaus Matischak, Carl-Heinz Rühl); Westfalia Herne (Otto Luttrop, Rudolf Pöggeler, Hans Tilkowski); Sportfreunde Hamborn 07 (Horst Podlasly, Werner Rinass, Rolf Schafstall); Borussia Mönchengladbach (Franz Brungs); Rot-Weiss Essen (Otto Rehhagel); RW Oberhausen (Willi Wrenger), VfB Bottrop (Diethelm Ferner).
Klarer Meisterschaftsfavorit war die trotz sportlicher Qualifikation über die Zwölfjahreswertung nicht für die Bundesliga nominierte Alemannia aus Aachen (5. Platz der Oberliga West 1962/63). Die Tivoli-Mannschaft von Trainer Oswald Pfau wurde diesen Ansprüchen voll gerecht und entschied die Meisterschaft bereits in der Vorrunde mit 31:7 Punkten für sich. Da half den Verfolgern Wuppertaler SV, Fortuna Düsseldorf und TSV Marl-Hüls auch die etwas schwächere Rückrundenbilanz mit 28:10 Punkten nicht mehr. In der Herbstserie verlor die Alemannia nur die zwei Auswärtsspiele bei Viktoria Köln (Trainer Hennes Weisweiler) und bei den Sportfreunden Siegen (Trainer Herbert Schäfer). In der Rückrunde unterlag die Mannschaft um Kapitän und Torjäger Josef Martinelli zwar innerhalb einer Woche Marl-Hüls und RW Oberhausen (12. und 19. April 1964), aber mit 13 Siegen wurde trotzdem ein beruhigender Vorsprung von sieben Punkten gehalten und damit in die Bundesligaaufstiegsrunde eingezogen.
Trainer Robert Gebhardt führte dagegen überraschend den 15. der Oberliga des Jahres 1963, den Wuppertaler SV, zur Vizemeisterschaft. Beflügelt durch die Erfolge im DFB-Pokal 1963 – im Viertelfinale gelang ein 1:0-Erfolg gegen Borussia Neunkirchen und das Halbfinalspiel am 7. August gegen den Hamburger SV vor 38.000 Zuschauern im Stadion am Zoo wurde nur knapp mit 0:1 Toren verloren – gelang den Oberbergischen ein Start mit 19:3 Punkten und sie verloren erst nach der 0:1-Niederlage am 20. Oktober 1963 beim VfB Bottrop die Tabellenführung an Aachen. Gegen den größten Rivalen um die Vizemeisterschaft, Fortuna Düsseldorf, gelang am 19. April 1964 vor 40.000 Zuschauern ein klarer 4:0-Erfolg und damit eine Vorentscheidung um den zweiten Platz.
Vor dem 38. Spieltag ergab sich an der Spitze eine spannende Konstellation zwischen dem Wuppertaler SV und Fortuna Düsseldorf. Sofern die Wuppertaler ihr Abschlussmatch gegen den STV Horst-Emscher mit 1:0 gewannen (was sie auch taten), benötigte Fortuna Düsseldorf bei Westfalia Herne einen 7:0-Auswärtssieg. Als es nach 79 Minuten noch 1:1 stand, lieferte ein Foul des Herners Gerhard Clement an Albert Görtz, dem Torwart der Fortuna, den Anlass für „eine der größten Schlägereien der Regionalliga-Geschichte.“
Der TSV Marl-Hüls, 16. der Oberligarunde 1962/63, erzielte zwar nur 56 Treffer, erreichte aber damit Rang vier der Abschlusstabelle. Bei Heimspielen blieb die Mannschaft 36 Spieltage lang ohne Niederlage. Sogar die bis zum Schlusstag um den Abstieg kämpfenden Mannschaften aus Horst-Emscher (56), Herten (55), Bottrop (53) und Siegen (69!) konnten da auf Augenhöhe agieren. Die Mannschaft um den überragenden Mittelfeldspieler Heinz van Haaren konnte aber auf die gute Defensive bauen, die nur 41 Gegentreffer zuließ.
Borussia Mönchengladbach, trainiert von Fritz Langner, besaß die jüngste Mannschaft der Regionalliga West mit 22,8 Jahren im Durchschnitt. Aus der eigenen Jugendmannschaft, die 1962 Westdeutscher Jugendmeister geworden war, kamen die Spieler Horst-Dieter Höttges, Walter Wimmer und Herbert Laumen neu in die erste Mannschaft. Vom Lokalrivalen 1. FC Mönchengladbach stieß der damals achtzehnjährige Günter Netzer zur Mannschaft. Er wirkte in 35 von 38 Spielen mit, erzielte 9 Saisontore und verbuchte am 4. August 1963 das erste Regionalliga-Tor der „Mönche“: Bei der 1:2-Niederlage bei RW Oberhausen hatte er die 1:0-Halbzeitführung besorgt. Insbesondere der durchschlagkräftige Sturm sorgte bei den Heimspielen für torreiche Siege, so beim 6:1 über den Lüner SV, beim 5:0 über Arminia Bielefeld und beim 5:1 über SW Essen und über RW Essen. Dem standen allerdings 6 Heimniederlagen sowie unnötige Punktverluste gegen unterklassige Mannschaften gegenüber. Am Ende reichte es zu Platz 8.
Am Tabellenende war der westdeutsche Amateurmeister des Jahres 1963, der Lüner SV, chancenlos. Auch für TuS Duisburg 48/99 war der Kampf um den Klassenerhalt schon vorzeitig beendet. Siegen, Bottrop, Herten und Horst-Emscher dagegen lieferten sich einen erbitterten Kampf bis zum letzten Spieltag am 10. Mai 1964. Herten verlor durch einen verwandelten Handelfmeter in der 89. Spielminute mit 1:2 Toren beim VfB Bottrop und damit das Rennen um den Klassenerhalt gegen die punktgleiche STV Horst-Emscher. Die „Emscher Husaren“ blieben mit der Torquote 0,75 zu 0,70 gegenüber der Spielvereinigung in der Klasse.
Die Torjägerliste wurde angeführt von Josef Martinelli (Aachen; 33 Tore), Peter Meyer (Düsseldorf; 30 Tore), Ulrich Kohn (Mönchengladbach; 23 Tore), Albert Kühn (Siegen; 21 Tore) und dem Dreigestirn Eckehard Feigenspan (RWE), Gerd Roggensack (Bielefeld) und Hans-Otto Peters (Leverkusen) mit jeweils 20 Treffern.
Folgende Spieler bekamen zur Runde 1964/65 einen Vertrag in der Fußball-Bundesliga:
- Rudi Assauer (SpVgg Herten)
- Jürgen Bandura (Westfalia Herne)
- Peter Blusch (Spfr. Siegen)
- Hans Cieslarczyk (Westfalia Herne)
- Heinz Crawatzo (Borussia Mönchengladbach)
- Heinz van Haaren (TSV Marl-Hüls)
- Horst-Dieter Höttges (Borussia Mönchengladbach)
- Willibert Kremer (Viktoria Köln)
- Karl-Heinz Mülhausen (Borussia Mönchengladbach)
- Werner Pfeifer (Fortuna Düsseldorf)
- Alfred Pyka (Westfalia Herne)
- Rudolf Schmidt (STV Horst-Emscher)
- Hermann Straschitz (Fortuna Düsseldorf)
- Jürgen Sundermann (Viktoria Köln)

### Abschlusstabelle
| Pl. | Verein                  | Sp. | S  | U  | N  | Tore    | Quote | Punkte |
| --- | ----------------------- | --- | -- | -- | -- | ------- | ----- | ------ |
| 1.  | Alemannia Aachen        | 38  | 27 | 5  | 6  | 105:370 | 2,84  | 59:17  |
| 2.  | Wuppertaler SV          | 38  | 19 | 14 | 5  | 066:360 | 1,83  | 52:24  |
| 3.  | Fortuna Düsseldorf      | 38  | 21 | 8  | 9  | 085:500 | 1,70  | 50:26  |
| 4.  | TSV Marl-Hüls           | 38  | 20 | 8  | 10 | 056:410 | 1,37  | 48:28  |
| 5.  | SC Viktoria Köln        | 38  | 19 | 7  | 12 | 077:530 | 1,45  | 45:31  |
| 6.  | Westfalia Herne         | 38  | 17 | 10 | 11 | 069:630 | 1,10  | 44:32  |
| 7.  | Rot-Weiß Oberhausen     | 38  | 16 | 10 | 12 | 068:580 | 1,17  | 42:34  |
| 8.  | Bor. Mönchengladbach    | 38  | 17 | 7  | 14 | 071:470 | 1,51  | 41:35  |
| 9.  | Duisburger SpV (N)      | 38  | 13 | 13 | 12 | 054:550 | 0,98  | 39:37  |
| 10. | Rot-Weiss Essen (N)     | 38  | 13 | 12 | 13 | 070:640 | 1,09  | 38:38  |
| 11. | Arminia Bielefeld (N)   | 38  | 14 | 10 | 14 | 065:740 | 0,88  | 38:38  |
| 12. | Bayer 04 Leverkusen     | 38  | 13 | 9  | 16 | 062:620 | 1,00  | 35:41  |
| 13. | Schwarz-Weiß Essen      | 38  | 13 | 8  | 17 | 060:710 | 0,85  | 34:42  |
| 14. | Sportfreunde Hamborn 07 | 38  | 12 | 10 | 16 | 049:710 | 0,69  | 34:42  |
| 15. | STV Horst-Emscher (N)   | 38  | 11 | 9  | 18 | 056:750 | 0,75  | 31:45  |
| 16. | SpVgg Herten (N)        | 38  | 12 | 7  | 19 | 055:790 | 0,70  | 31:45  |
| 17. | VfB Bottrop (N)         | 38  | 11 | 8  | 19 | 053:680 | 0,78  | 30:46  |
| 18. | Sportfreunde Siegen (N) | 38  | 9  | 11 | 18 | 069:850 | 0,81  | 29:47  |
| 19. | TuS Duisburg 48/99 (N)  | 38  | 9  | 4  | 25 | 047:880 | 0,53  | 22:54  |
| 20. | Lüner SV (N)            | 38  | 5  | 8  | 25 | 041:101 | 0,41  | 18:58  |

| (N) | Aufsteiger 1962/63 |

### Aufstiegsrunde zur Regionalliga West
| Pl. | Verein                  | Sp. | S | U | N | Tore    | Quote | Punkte |
| --- | ----------------------- | --- | - | - | - | ------- | ----- | ------ |
| 1.  | Homberger SV            | 2   | 1 | 1 | 0 | 004:300 | 1,33  | 03:10  |
| 2.  | Eintracht Gelsenkirchen | 2   | 1 | 0 | 1 | 008:100 | 8,00  | 02:20  |
| 3.  | SV Schlebusch           | 2   | 0 | 1 | 1 | 003:110 | 0,27  | 01:30  |

## Südwest

### Saisonverlauf
Im Premierenjahr der Regionalliga Südwest, 1963/64, rekrutierte sich die neue 20er-Staffel aus den vormaligen Oberligisten (Borussia Neunkirchen, FK Pirmasens, Wormatia Worms, Sportfreunde Saarbrücken, SC Ludwigshafen, Tura Ludwigshafen, SV Saar 05, TuS Neuendorf, VfR Frankenthal, Mainz 05, BSC Oppau, VfR Kaiserslautern, SV Niederlahnstein) und den Aufsteigern aus der 2. Liga Südwest (Phönix Bellheim, ASV Landau, Phönix Ludwigshafen, Eintracht Trier, SV Völklingen, SV Weisenau, TSC Zweibrücken). Mit Neunkirchen, Pirmasens und Worms setzten sich im Rundenverlauf die Mannschaften durch, die im letzten Oberligajahr 1962/63, auf den Spitzenrängen zwei bis vier platziert waren. Am Starttag, den 4. August 1963, gewannen die drei Meisterschaftskonkurrenten jeweils ihre Heimspiele mit 1:0. Bei Völklingen (1:1 bei Tura Ludwigshafen) wirkte noch der Weltmeister von 1954, Horst Eckel, mit. Horst Nußbaum, der Neuzugang von Viktoria Köln beim FK Pirmasens, erlangte in der musikalischen Unterhaltungsbranche erst in späteren Jahren seinen Bekanntheitsgrad. Die Mannschaft von Trainer Horst Buhtz, Borussia Neunkirchen, verlor nur drei Spiele und konnte mit den erhaltenen 33 Gegentreffern die beste Abwehr vorweisen. Trainer Alfred Preißler stellte mit Helmut Kapitulski (31 Tore) zwar den Torschützenkönig im Südwesten und sein Angriff (Horst Brill, Hugo Dausmann, Heinz Hohmann, Helmut Kapitulski, Hilmar Weishaar, Heini Seebach) erzielte mit 128 Treffern (gegen Völklingen und Bellheim: 9:0; gegen Zweibrücken: 9:1) auch die meisten Tore, aber bei sechs Niederlagen musste der FK Pirmasens mit der Vizemeisterschaft vorliebnehmen. Worms verlor am 19. April 1964 vor 12.500 Zuschauern das Heimspiel gegen Neunkirchen mit 0:1 Toren und damit die Tabellenführung an die Mannschaft aus dem Stadion Ellenfeld, da auch Pirmasens überraschend bei den Sportfreunden Saarbrücken (zwei Tore durch Hennes Löhr) mit 1:4 Toren am 35. Spieltag verlor. Da die drei Führenden der Tabelle ihre restlichen Spiele gewannen, änderte sich nichts mehr auf den ersten Plätzen und die Mannschaft von Trainer Radoslav Momirski, Wormatia Worms, landete somit auf dem undankbaren dritten Rang. Der Tabellenletzte der Oberligasaison 1962/63, SV Niederlahnstein, und der Aufsteiger ASV Landau stiegen in die Amateurliga ab. Derbys gab es in Ludwigshafen (Phönix, SC, Tura und BSC Oppau), in Mainz (05 und Weisenau) und Saarbrücken (Sportfreunde und SV Saar 05). Die Torschützenliste wurde von Kapitulski (31 Tore), Löhr (30 Tore) und Dieter Kraft (27 Tore; Worms) angeführt.
Der SV Phönix Ludwigshafen und TuRa Ludwigshafen fusionieren nach der Saison zum SV Südwest 1882 Ludwigshafen.
Zur Runde 1964/65 wechselten in die Fußball-Bundesliga:
- Günter Heiden (BSC Oppau)
- Helmut Kapitulski (FK Pirmasens)
- Johannes Löhr (Spfrd. Saarbrücken)
- Dietmar Schwager (VfR Kaiserslautern)

### Abschlusstabelle
| Pl. | Verein                   | Sp. | S  | U  | N  | Tore    | Quote | Punkte |
| --- | ------------------------ | --- | -- | -- | -- | ------- | ----- | ------ |
| 1.  | Borussia Neunkirchen     | 38  | 25 | 10 | 3  | 106:320 | 3,31  | 60:16  |
| 2.  | FK Pirmasens             | 38  | 27 | 5  | 6  | 128:490 | 2,61  | 59:17  |
| 3.  | Wormatia Worms           | 38  | 25 | 8  | 5  | 085:410 | 2,07  | 58:18  |
| 4.  | 1. FSV Mainz 05          | 38  | 20 | 7  | 11 | 082:570 | 1,44  | 47:29  |
| 5.  | Eintracht Trier          | 38  | 16 | 11 | 11 | 072:680 | 1,06  | 43:33  |
| 6.  | SV Saar 05 Saarbrücken   | 38  | 15 | 12 | 11 | 078:520 | 1,50  | 42:34  |
| 7.  | VfR Kaiserslautern       | 38  | 16 | 10 | 12 | 065:540 | 1,20  | 42:34  |
| 8.  | Sportfreunde Saarbrücken | 38  | 17 | 6  | 15 | 081:620 | 1,31  | 40:36  |
| 9.  | SV Phönix Ludwigshafen   | 38  | 15 | 10 | 13 | 058:560 | 1,04  | 40:36  |
| 10. | Ludwigshafener SC        | 38  | 17 | 6  | 15 | 066:640 | 1,03  | 40:36  |
| 11. | TuS Neuendorf            | 38  | 16 | 7  | 15 | 084:730 | 1,15  | 39:37  |
| 12. | TuRa Ludwigshafen        | 38  | 14 | 9  | 15 | 064:540 | 1,19  | 37:39  |
| 13. | SV 06 Völklingen         | 38  | 11 | 13 | 14 | 065:740 | 0,88  | 35:41  |
| 14. | SpVgg Weisenau           | 38  | 11 | 12 | 15 | 060:770 | 0,78  | 34:42  |
| 15. | VfR Frankenthal          | 38  | 12 | 8  | 18 | 055:770 | 0,71  | 32:44  |
| 16. | BSC Oppau                | 38  | 13 | 6  | 19 | 049:710 | 0,69  | 32:44  |
| 17. | Phönix Bellheim          | 38  | 11 | 5  | 22 | 067:990 | 0,68  | 27:49  |
| 18. | TSC Zweibrücken          | 38  | 8  | 7  | 23 | 050:980 | 0,51  | 23:53  |
| 19. | ASV Landau (N)           | 38  | 6  | 5  | 27 | 039:110 | 0,35  | 17:59  |
| 20. | SV Niederlahnstein       | 38  | 6  | 1  | 31 | 037:123 | 0,30  | 13:63  |

### Aufstiegsrunde zur Regionalliga Südwest
| Pl. | Verein                  | Sp. | S | U | N | Tore    | Quote | Punkte |
| --- | ----------------------- | --- | - | - | - | ------- | ----- | ------ |
| 1.  | Germania Metternich     | 4   | 2 | 2 | 0 | 006:300 | 2,00  | 06:20  |
| 2.  | Viktoria Sulzbach       | 4   | 1 | 1 | 2 | 004:500 | 0,80  | 03:50  |
| 3.  | Eintracht Bad Kreuznach | 4   | 1 | 1 | 2 | 004:600 | 0,67  | 03:50  |

## Süd

### Saisonverlauf
Im Süden waren die nicht in die Bundesliga aufgenommenen Vereine FC Bayern München und Kickers Offenbach die eindeutigen Favoriten auf die zwei ersten Plätze. Überraschend holte sich aber der Zehnte der Oberligasaison 1962/63, Hessen Kassel, die Meisterschaft 1964 in der Regionalliga Süd vor München und Offenbach. Nimmt man die personellen Gegebenheiten zur Hand, ist der Erfolg der Nordhessen schon nicht mehr so überraschend. Mit Heinrich Dittel (Viktoria Aschaffenburg), Rolf Fritzsche (Hamburger SV) und Gerd Becker (FV Breidenbach) kamen drei Neuzugänge hinzu, die allesamt zu Volltreffern wurden. Stopper Dittel stabilisierte die Abwehr, Fritzsche dirigierte den Angriff und auf Linksaußen stürmte der junge Becker in 36 Spielen und erzielte dabei 19 Tore.
Durch diese drei Zugewinne entfaltete sich der linke Läufer Helmut Huttary, kam Mittelstürmer Ernst Kuster auf 20 Tore und der Halblinke Klaus-Peter Jendrosch holte sich sogar mit 35 Toren die Torschützenkrone im Süden. Die Meisterschaft der Mannschaft von Trainer und Diplom-Sportlehrer Walter Müller wurde entscheidend mit den 30:8 Punkten aus der Vorrunde in die Wege geleitet. Bayern München hatte zum Start die Abgänge von den Leistungsträgern Willi Giesemann (HSV) und Peter Grosser zum Lokalrivalen 1860 München zu verkraften. Der neue Trainer Zlatko Čajkovski versuchte dies mit den Neuzugängen Dieter Koulmann (SC Schwenningen) und Werner Ipta (FC Schalke 04) zu kompensieren. Auf dem Bieberer Berg war die Enttäuschung über die Nichtnominierung zur Bundesliga noch so präsent, dass die realistische Analyse des siebten Platzes der Runde 1962/63 unterblieb (einige Spieler aus der erfolgreichen Oberliga-Ära hatten den Zenit überschritten) und wesentliche Weichenstellungen für die Zukunft (Position des Trainers hätte an dem Profil von Paul Oßwald gemessen werden müssen, der Talent um Talent in Offenbach entwickelt hatte) verpasst wurden. Nationalstürmer Engelbert Kraus wechselte zu 1860 München und Sigfried Held und Georg Tripp sollten für neuen Schwung im Kickers-Angriff sorgen. Nach dem 8. Spieltag führte Offenbach die Tabelle mit 14:2 Punkten vor Kassel und München mit jeweils 12:4 Zählern an. Nach der Vorrunde stand der OFC aber mit 25:13 Punkten auf Rang vier. Die zwei Niederlagen gegen die späteren Absteiger BC Augsburg und Borussia Fulda schlugen da besonders negativ zu Buche. In der Rückrunde kamen Kassel, München und Offenbach auf jeweils 25:13 Punkte und damit waren die Plätze für die Aufstiegsrunde vergeben: Hessen Kassel und Bayern München nahmen daran teil, Kickers Offenbach (Hermann Nuber, Siegfried Gast), Schwaben Augsburg (Kurt Haseneder) und der SSV Reutlingen (Trainer Georg Wurzer) mussten sich mit den Rängen drei bis fünf zufriedengeben.
Die SpVgg Neu-Isenburg beendete am 15. Dezember 1963 mit einem 1:1-Unentschieden gegen „Herbstmeister“ Hessen Kassel die Vorrunde.
Mit 17:21 Punkten stand die Mannschaft mit dem Talent Peter Dietrich auf dem zwölften Platz. Mit 10:28 Punkten wurde die Mannschaft aus dem Kreis Offenbach in der Rückrundenbilanz aber Letzter und stieg somit zusammen mit Fulda (Torhüter Theo Diegelmann; Amateurnationalstürmer Hans-Jürgen Himmelmann; Mittelstürmer Bernd Windhausen), BC Augsburg (mit Rückkehrer Ulrich Biesinger) und Amicitia Viernheim (holten in der Vor- wie in der Rückrunde lediglich elf Punkte) ab.
Die Torjägerliste führten Klaus-Peter Jendrosch (Hessen Kassel) mit 35 Toren, Rainer Ohlhauser (Bayern München) mit 33 Toren und Rudolf Bast (VfR Mannheim) mit 22 Toren an.
Zur Runde 1964/65 wechselten folgende Spieler in die Fußball-Bundesliga:
- Georg Lechner (Schwaben Augsburg)
- Helmut Huttary (KSV Hessen Kassel)
- Klaus-Peter Jendrosch (KSV Hessen Kassel)
- Wolfgang Fahrian (Ulm 1846)
- Helmut Siebert (Ulm 1846)
- Gyula Tóth (SpVgg Fürth)

### Abschlusstabelle
| Pl. | Verein                 | Sp. | S  | U  | N  | Tore    | Quote | Punkte |
| --- | ---------------------- | --- | -- | -- | -- | ------- | ----- | ------ |
| 1.  | KSV Hessen Kassel      | 38  | 25 | 5  | 8  | 116:610 | 1,90  | 55:21  |
| 2.  | Bayern München         | 38  | 22 | 8  | 8  | 115:610 | 1,89  | 52:24  |
| 3.  | Kickers Offenbach      | 38  | 21 | 8  | 9  | 096:660 | 1,45  | 50:26  |
| 4.  | Schwaben Augsburg      | 38  | 19 | 11 | 8  | 077:560 | 1,38  | 49:27  |
| 5.  | SSV Reutlingen         | 38  | 19 | 9  | 10 | 076:610 | 1,25  | 47:29  |
| 6.  | VfR Mannheim           | 38  | 18 | 9  | 11 | 068:500 | 1,36  | 45:31  |
| 7.  | FC Schweinfurt 05      | 38  | 17 | 9  | 12 | 082:550 | 1,49  | 43:33  |
| 8.  | TSG Ulm 1846           | 38  | 20 | 2  | 16 | 073:740 | 0,99  | 42:34  |
| 9.  | SpVgg Fürth            | 38  | 14 | 11 | 13 | 068:610 | 1,11  | 39:37  |
| 10. | Freiburger FC          | 38  | 14 | 9  | 15 | 058:610 | 0,95  | 37:39  |
| 11. | SV Waldhof Mannheim    | 38  | 15 | 6  | 17 | 056:600 | 0,93  | 36:40  |
| 12. | ESV Ingolstadt         | 38  | 12 | 11 | 15 | 061:810 | 0,75  | 35:41  |
| 13. | Bayern Hof             | 38  | 12 | 9  | 17 | 061:640 | 0,95  | 33:43  |
| 14. | Stuttgarter Kickers    | 38  | 12 | 9  | 17 | 054:740 | 0,73  | 33:43  |
| 15. | 1. FC Pforzheim        | 38  | 12 | 9  | 17 | 051:750 | 0,68  | 33:43  |
| 16. | FSV Frankfurt          | 38  | 13 | 5  | 20 | 069:850 | 0,81  | 31:45  |
| 17. | Spvgg. 03 Neu-Isenburg | 38  | 11 | 5  | 22 | 049:800 | 0,61  | 27:49  |
| 18. | Borussia Fulda         | 38  | 8  | 10 | 20 | 053:770 | 0,69  | 26:50  |
| 19. | BC Augsburg            | 38  | 10 | 5  | 23 | 048:900 | 0,53  | 25:51  |
| 20. | Amicitia Viernheim     | 38  | 8  | 6  | 24 | 047:860 | 0,55  | 22:54  |

### Aufstiegsrunde zur Regionalliga Süd
Der SV Darmstadt 98 als Meister der 1. Amateurliga Hessen und der FC Wacker München, als Meister der Bayernliga stiegen direkt in die Regionalliga Süd auf. Die Meister der 1. Amateurligen: Südbaden, Nordbaden, Nordwürttemberg und Schwarzwald-Bodensee spielten den dritten Aufsteiger in einer Aufstiegsrunde aus.
| Pl. | Verein             | Sp. | S | U | N | Tore    | Quote | Punkte |
| --- | ------------------ | --- | - | - | - | ------- | ----- | ------ |
| 1.  | FC Emmendingen     | 6   | 4 | 0 | 2 | 014:120 | 1,17  | 08:40  |
| 2.  | VfR Heilbronn      | 6   | 3 | 1 | 2 | 008:600 | 1,33  | 07:50  |
| 3.  | FV Ebingen         | 6   | 3 | 0 | 3 | 015:150 | 1,00  | 06:60  |
| 4.  | SV 98 Schwetzingen | 6   | 1 | 1 | 4 | 010:140 | 0,71  | 03:90  |

## Aufstiegsrunde zur Bundesliga

### Qualifikationsspiel
|                | Ergebnis |                |
| -------------- | -------- | -------------- |
| Wuppertaler SV | 1:2      | FK Pirmasens   |
| FK Pirmasens   | 2:1      | Wuppertaler SV |
| Wuppertaler SV | 1:4      | FK Pirmasens   |

FK Pirmasens qualifiziert für die Gruppenspiele.

### Gruppe 1
Der Süd-Vize FC Bayern München eröffnete die Aufstiegsrunde am 6. Juni 1964 mit einem leicht herausgespielten 4:0-Auswärtserfolg beim Nordmeister FC St. Pauli. Da gleichzeitig der Geheimfavorit Borussia Neunkirchen mit 1:5 Toren beim nicht so stark eingeschätzten Berliner Meister Tasmania 1900 (drei Tore durch Mittelstürmer Heinz Fischer) verlor, schien alles auf den Aufstieg der Mannschaft von Trainer Zlatko Čajkovski hinzu deuten. Nach dem 1:0-Auswärtserfolg der Münchner am dritten Spieltag im Neunkirchner Ellenfeld-Stadion – der FC Bayern stand mit 5:1 Punkten an der Tabellenspitze – schien schon alles gelaufen. Die Mannschaft von Trainer Horst Buhtz, Borussia Neunkirchen, drehte aber im sofort folgenden Rückspiel in München den Spieß um, und gewann mit 2:0 Toren. Torhüter Willi Ertz hatte einen Glanztag und konnte sein Gehäuse gegen die Torjäger Rainer Ohlhauser und Dieter Brenninger sauber halten. Entscheidend wirkte sich für die Bayern aber die folgende 0:3-Niederlage bei Tasmania 1900 aus, da Neunkirchen sich mit einem Treffer von Karl Ringel in der 85. Minute mit einem 1:0-Sieg bei St. Pauli durchsetzen konnte und damit am Schlusstag es aus eigener Kraft schaffen konnte. Das gelang den Borussen dann auch mit einem 1:0-Erfolg gegen Tasmania durch ein Tor von Elmar May vor 38.000 Zuschauern.
Die eingesetzten Spieler von Borussia Neunkirchen:
Willi Ertz, Horst Kirsch, Günter Schröder, Erwin Glod, Hans Schreier, Achim Melcher, Erich Leist, Dieter Schock, Elmar May, Paul Pidancet, Heinz Simmet, Horst Berg, Karl Ringel, Günter Kuntz, Volker Münz.
Erwähnenswert ist der Einsatz von Torhüter Fritz Kosar als Rechtsaußen beim Spiel des FC Bayern am 24. Juni bei Tasmania Berlin und dass Franz Beckenbauer mit dem Spiel am 6. Juni bei St. Pauli seine Karriere im Seniorenbereich eröffnete.

#### Abschlusstabelle
| Pl. | Verein                  | Sp. | S | U | N | Tore    | Quote | Punkte |
| --- | ----------------------- | --- | - | - | - | ------- | ----- | ------ |
| 1.  | Borussia Neunkirchen    | 6   | 4 | 0 | 2 | 009:700 | 1,29  | 08:40  |
| 2.  | Bayern München          | 6   | 3 | 1 | 2 | 012:700 | 1,71  | 07:50  |
| 3.  | SC Tasmania 1900 Berlin | 6   | 2 | 2 | 2 | 012:900 | 1,33  | 06:60  |
| 4.  | FC St. Pauli            | 6   | 1 | 1 | 4 | 008:180 | 0,44  | 03:90  |

### Gruppe 2
Der Westmeister Alemannia Aachen war der eindeutige Favorit in der Gruppe 2. Obwohl der FK Pirmasens in den Qualifikationsspielen überraschend den Wuppertaler SV ausgeschaltet hatte, gab man den Pirmasensern wenig Erfolgschancen gegen die Tivoli-Mannschaft. Die 0:3-Niederlage von Alemannia im Stadion an der Zweibrücker Straße in Pirmasens war der Paukenschlag am ersten Spieltag. Trotz der Führungsspieler Branko Zebec, Christian Breuer und Josef Martinelli startete Aachen mit einer Niederlage. Der Nordvize Hannover 96 entschied das Spiel in Kassel mit zwei Toren innerhalb von 60 Sekunden durch Werner Gräber in der 77. und 78. Spielminute für sich. Da Aachen auch das zweite Spiel mit 0:2 gegen Kassel verlor und Mittelstürmer Walter Rodekamp mit zwei Treffern vor 55.000 Zuschauern im Niedersachsenstadion Pirmasens in die Schranken verwies, hatte die Mannschaft von Trainer Helmut Kronsbein sich eine gute Ausgangsposition geschaffen. Am dritten Spieltag war Aachen nach der 1:2-Niederlage bei Hannover endgültig aus dem Aufstiegsrennen. Daran änderte auch der 3:2-Heimsieg im Rückspiel am 20. Juni nichts mehr. Hannover setzte sich mit 4:0 Toren in Pirmasens durch und machte den Aufstieg am 28. Juni mit einem 3:1-Erfolg gegen Kassel vor 70.000 Zuschauern perfekt.
Die eingesetzten Spieler von Hannover 96:
Horst Podlasly, Heinz Steinwedel, Klaus Bohnsack, Winfried Mittrowski, Otto Laszig, Bodo Fuchs, Fred Heiser, Werner Gräber, Walter Rodekamp, Udo Nix, Georg Kellermann, Manfred Fahrtmann.

#### Abschlusstabelle
| Pl. | Verein            | Sp. | S | U | N | Tore    | Quote | Punkte |
| --- | ----------------- | --- | - | - | - | ------- | ----- | ------ |
| 1.  | Hannover 96       | 6   | 5 | 0 | 1 | 015:600 | 2,50  | 10:20  |
| 2.  | KSV Hessen Kassel | 6   | 3 | 0 | 3 | 011:120 | 0,92  | 06:60  |
| 3.  | Alemannia Aachen  | 6   | 2 | 0 | 4 | 010:120 | 0,83  | 04:80  |
| 4.  | FK Pirmasens      | 6   | 2 | 0 | 4 | 010:160 | 0,63  | 04:80  |